# 万場山
万場山（まんばやま）は、愛知県名古屋市緑区の町名。現行行政地名は万場山一丁目及び万場山二丁目。住居表示未実施。

## 地理
名古屋市緑区の北部に位置し、東に上旭、西に池上台、南に旭出、北に鳴子町と接する。

## 歴史

### 町名の由来
鳴海町の小字名「万場山」による。古くは「ばんばやま」と呼ばれ、『寛文村々覚書』には「はんは山」つまり「ばんばやま」との読みが残されている。『張州府志』では「番場」との表記になっている。古称の「ばんばやま」とは、崖のある山の意という。

### 沿革
- 1986年（昭和61年）7月27日 - 緑区鳴海町の一部により、同区万場山一丁目および万場山二丁目が成立する[3]。

## 世帯数と人口
2019年（平成31年）3月1日現在の世帯数と人口は以下の通りである。
| 丁目         | 世帯数  | 人口    |
| ------------ | ------- | ------- |
| 万場山一丁目 | 466世帯 | 1,096人 |
| 万場山二丁目 | 284世帯 | 741人   |
| 計           | 750世帯 | 1,837人 |

### 人口の変遷
国勢調査による人口の推移
| 1995年（平成7年）  | 1,457人 | [ WEB 6 ]  |  |
| 2000年（平成12年） | 1,513人 | [ WEB 7 ]  |  |
| 2005年（平成17年） | 1,706人 | [ WEB 8 ]  |  |
| 2010年（平成22年） | 1,736人 | [ WEB 9 ]  |  |
| 2015年（平成27年） | 1,732人 | [ WEB 10 ] |  |

## 学区
市立小・中学校に通う場合、学校等は以下の通りとなる。また、公立高等学校に通う場合の学区は以下の通りとなる。
| 丁目         | 番・番地等 | 小学校               | 中学校                 | 高等学校 |
| ------------ | ---------- | -------------------- | ---------------------- | -------- |
| 万場山一丁目 | 全域       | 名古屋市立鳴子小学校 | 名古屋市立鳴子台中学校 | 尾張学区 |
| 万場山二丁目 | 全域       | 名古屋市立旭出小学校 | 名古屋市立滝ノ水中学校 | 尾張学区 |

## 施設

### 万場山一丁目
- 旭高根公園

1986年（昭和61年）11月1日供用開始。

### 万場山二丁目
- 旭万場山公園

1987年（昭和62年）4月1日供用開始。
- V・drug 万場山店

## その他

### 日本郵便
- 郵便番号 : 458-0043[WEB 3]（集配局：緑郵便局[WEB 14]）。

### WEB
1. ↑  “愛知県名古屋市緑区の町丁・字一覧”.   人口統計ラボ. 2019年3月31日閲覧。
2. 1 2  “町・丁目(大字)別、年齢(10歳階級)別公簿人口(全市・区別)”.   名古屋市 (2019年3月20日). 2019年3月21日閲覧。
3. 1 2  “郵便番号”.  日本郵便. 2019年3月17日閲覧。
4. ↑  “市外局番の一覧”.   総務省. 2019年1月6日閲覧。
5. ↑  “緑区の町名一覧”.   名古屋市 (2015年10月21日). 2019年3月31日閲覧。
6. ↑  総務省統計局 (2014年3月28日). “平成7年国勢調査の調査結果(e-Stat) - 男女別人口及び世帯数 －町丁・字等”. 2019年3月23日閲覧。
7. ↑  総務省統計局 (2014年5月30日). “平成12年国勢調査の調査結果(e-Stat) - 男女別人口及び世帯数 －町丁・字等”. 2019年3月23日閲覧。
8. ↑  総務省統計局 (2014年6月27日). “平成17年国勢調査の調査結果(e-Stat) - 男女別人口及び世帯数 －町丁・字等”. 2019年3月23日閲覧。
9. ↑  総務省統計局 (2012年1月20日). “平成22年国勢調査の調査結果(e-Stat) - 男女別人口及び世帯数 －町丁・字等”. 2019年3月23日閲覧。
10. ↑  総務省統計局 (2017年1月27日). “平成27年国勢調査の調査結果(e-Stat) - 男女別人口及び世帯数 －町丁・字等”. 2019年3月23日閲覧。
11. ↑  “市立小・中学校の通学区域一覧”.   名古屋市 (2018年11月10日). 2019年1月14日閲覧。
12. ↑  “平成29年度以降の愛知県公立高等学校（全日制課程）入学者選抜における通学区域並びに群及びグループ分け案について”.   愛知県教育委員会 (2015年2月16日). 2019年1月14日閲覧。
13. 1 2  “都市公園の名称、位置及び区域並びに供用開始の期日” (2019年5月1日). 2019年11月3日閲覧。
14. ↑  “郵便番号簿 2018年度版” (PDF).   日本郵便. 2019年3月31日閲覧。

### 書籍
1. 1 2 3  名古屋市計画局 1992, p. 645.
2. 1 2  榊原邦彦 2000, p. 171.
3. ↑  名古屋市計画局 1992, p. 863.